# Nils Procopé
Nils Gabriel Procopé, född 24 mars 1873 i Åbo, död 27 juni 1941 i Helsingfors, var en finländsk militär. 
Procopé genomgick Finska kadettkåren 1887–1894 och Nikolai generalstabsakademin i Sankt Petersburg 1898–1901. Han tjänstgjorde vid livgardet och ryska trupper i Warszawa samt överfördes till reserven 1907. Därefter var han affärsman bland annat i Sankt Petersburg och inträdde åter i aktiv tjänst i samband med de ryska styrkornas mobilisering i augusti 1914. Han deltog i striderna vid Rigafronten och tog avsked i februari 1918, fungerade som stabschef för de i Sankt Petersburg uppsatta finska frivilliga styrkorna på Karelska fronten under finska inbördeskriget och infördes 1918 som överste i finska arméns officersrullor. Han var generalstabschef juni–oktober 1918, generalkvartermästare 1919, Finlands militärattaché i Paris 1919–1923, blev generalmajor 1923 och pensionerades samma år. Han var därefter verkställande direktör för Joh. Askolin Ab 1925–1927.